# Synagoge (Bolsward)

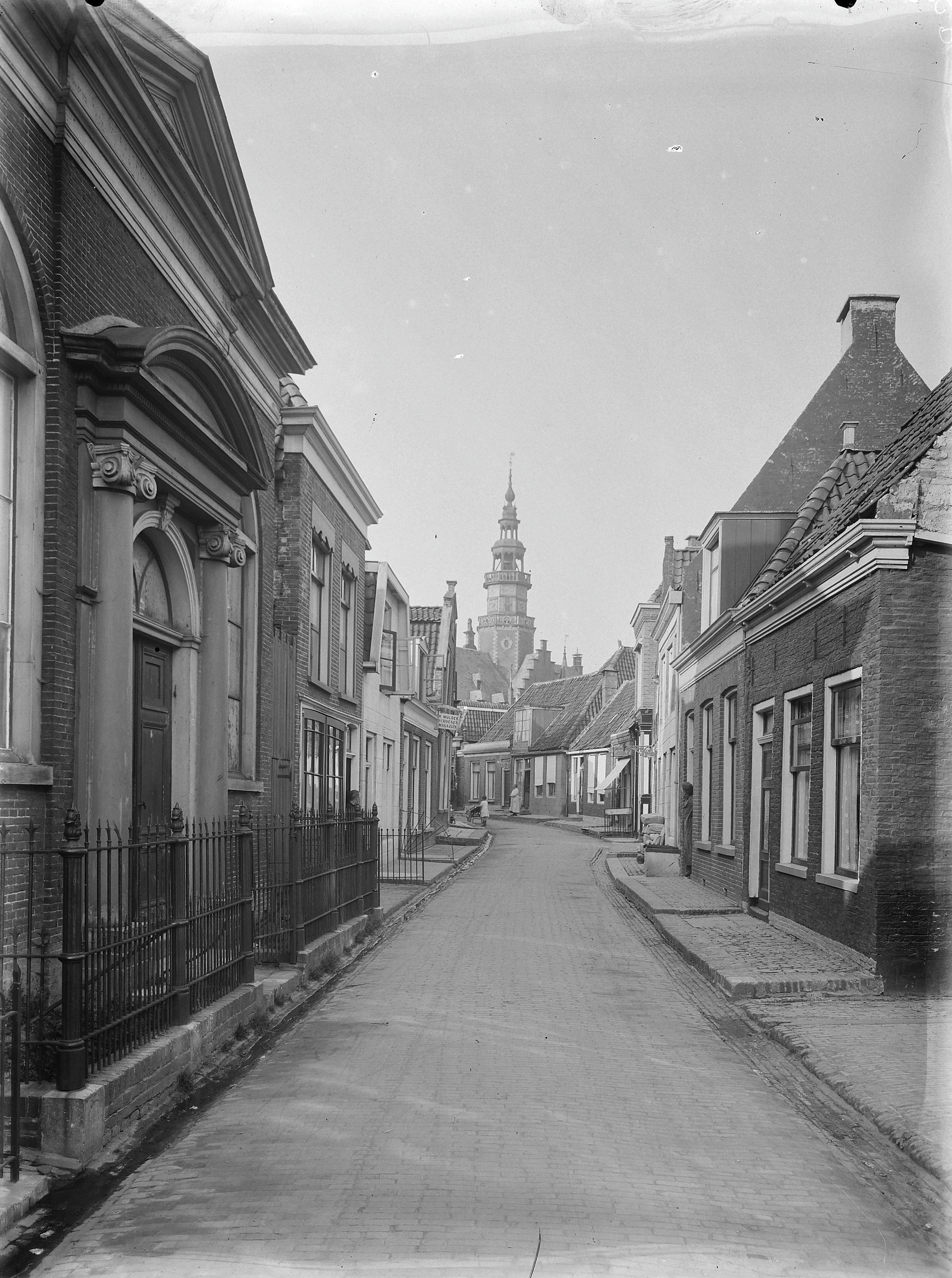
Ehemalige Synagoge in Bolsward, links mit Rundbogenportal (1927)

Die Synagoge in Bolsward, einer Stadt (seit 2011 zur Gemeinde Súdwest-Fryslân gehörend) in der niederländischen Provinz Friesland, wurde 1840 errichtet. Die ehemalige Synagoge stand an der Kerkstraat 17.  
Seit 1775 sind Juden in Bolsward bezeugt. Die Jüdische Gemeinde Bolsward hatte im Jahr 1840 mit 114 Mitgliedern ihren Höchststand erreicht. Die jüdischen Gemeinden von Bolsward und Sneek schlossen sich 1911 zusammen. Deshalb wurde die Synagoge in Bolsward nicht mehr gebraucht und man verkaufte sie.  
Während des Zweiten Weltkriegs wurde 1941 das Synagogengebäude beschädigt. Im Jahr 1991 wurde das Gebäude abgerissen.